# Partido judicial de Cangas
El Partido judicial de Cangas es uno de los 45 partidos judiciales en los que se divide la Comunidad Autónoma de Galicia, siendo el partido judicial n.º 7 de la provincia de Pontevedra.
Comprende a las localidades de Cangas de Morrazo, Moaña y Vilaboa.
La cabeza de partido y por tanto sede de las instituciones judiciales es Cangas de Morrazo. La dirección del partido se sitúa en la Avenida de Lugo de la localidad. Cangas de Morrazo cuenta con dos Juzgados de Primera Instancia e Instrucción.